# Cathédrale San Lorenzo de Tivoli
Pour les articles homonymes, voir Cattedrale di San Lorenzo.
La cathédrale San Lorenzo (en français : Saint-Laurent) est la cathédrale de Tivoli, dans le centre de la région du Latium en Italie. Dédiée à Laurent de Rome, patron de la ville, elle est le siège du diocèse de Tivoli dont Mgr Mauro Parmeggiani (it) est évêque (2008-).

## Historique
La première église, construite sur le site du forum tiburtin romain, est datée traditionnellement du Ve siècle lors du pontificat du pape tiburtin Simplice, mais la première mention écrite en est faite par le pape Léon III vers 800. L'église est profondément restructurée à la fin du XIe siècle - début du XIIe siècle avec l'adjonction d'un campanile de style roman et l'ouverture de trois nefs.
En 1634, le cardinal Giulio Roma est nommé évêque de Tivoli et ordonne immédiatement en 1635 la reconstruction totale de l'édifice à l'exception du clocher, pour la somme de cinquante mille scudi. L'essentiel de l'église est terminé en 1640 et la consécration a lieu le 1er février 1641. Les travaux de la façade et du portique seront complétés en 1650. Le portail latéral est ouvert en 1747.
En 1854, la cathédrale fait l'acquisition de nouvelles orgues réalisées par le manufacturier allemand Mathias Scheible de Wurtemberg, élève de Walcher.

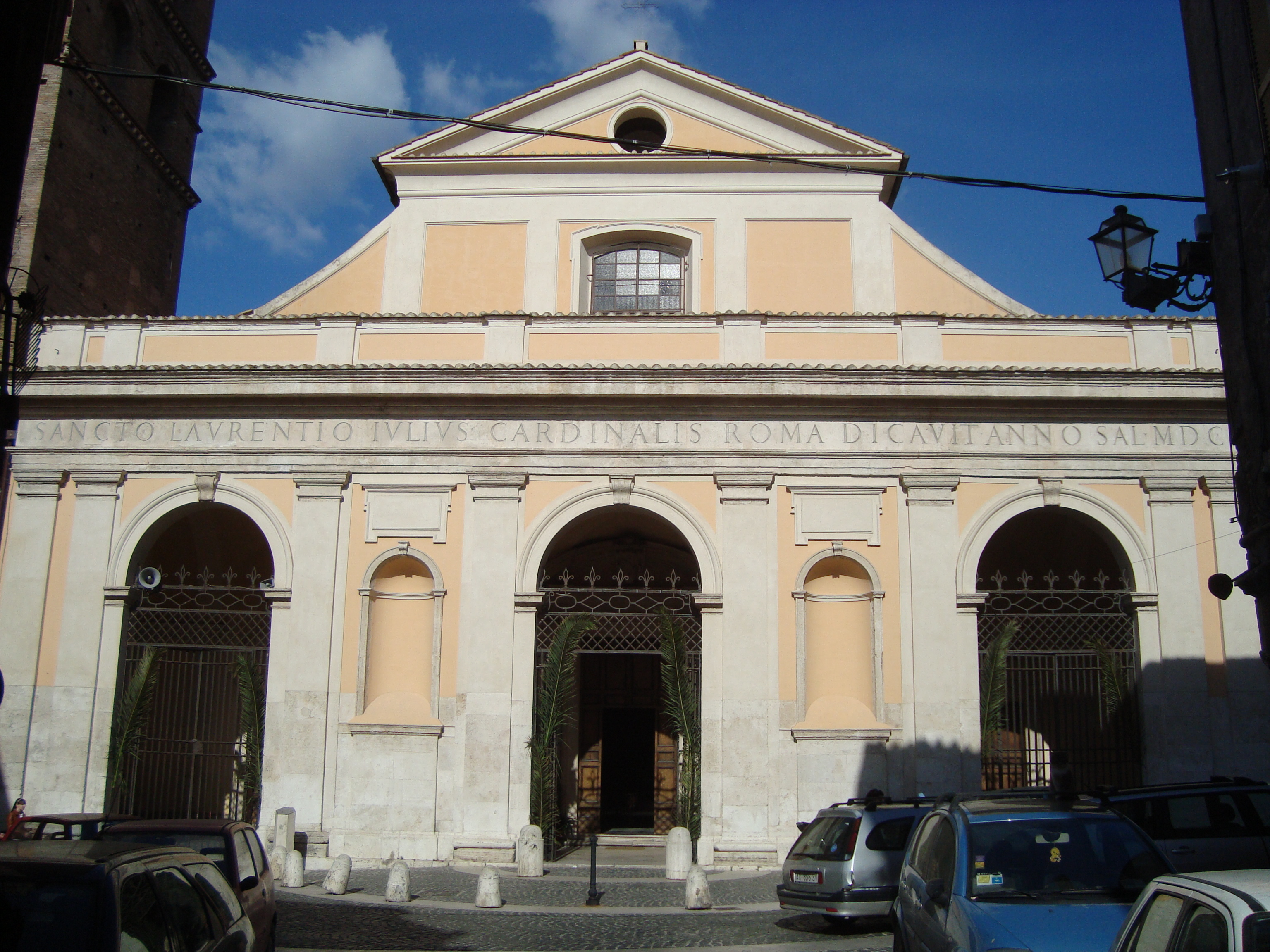
La façade
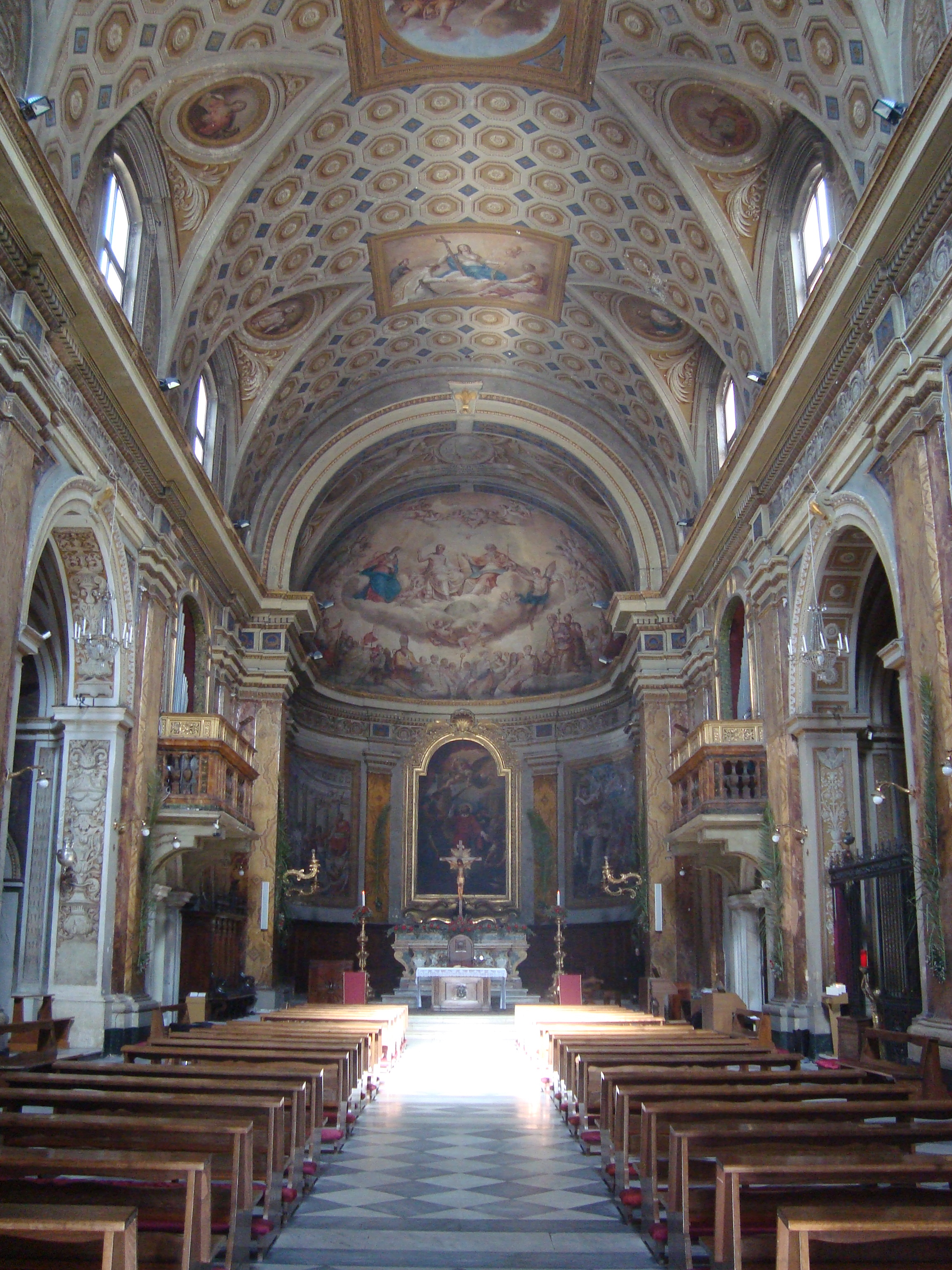
Nef de la cathédrale
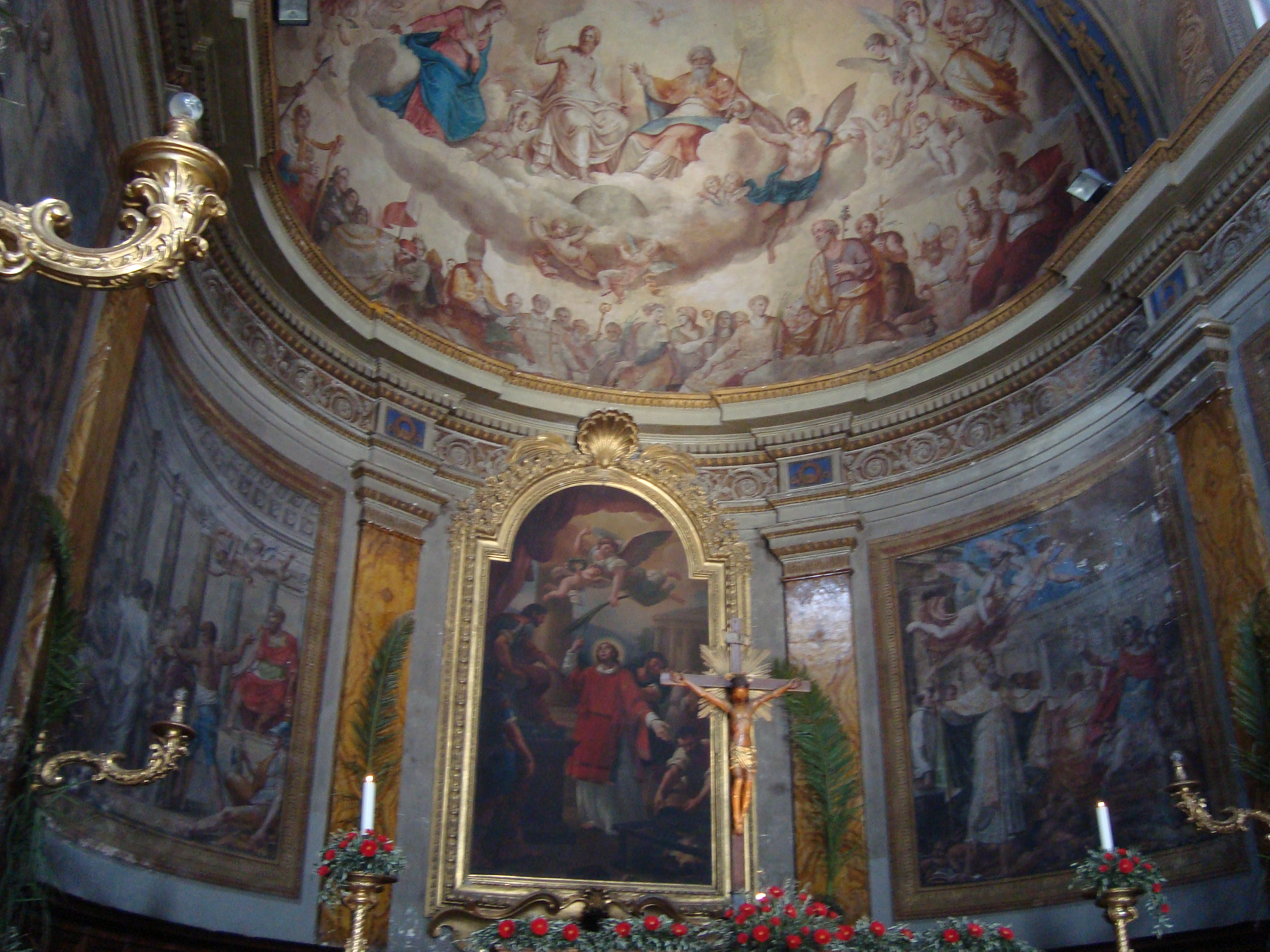
Les décorations de l'abside

## Architecture et décorations
Les plans de la cathédrale actuelle de style baroque datant du XVIIe siècle sont directement inspirés ceux de l'église du Gesù de Rome. Elle est constituée d'une nef centrale, de deux nefs latérales et de quatre chapelles latérales par côté. Le campanile, haut de 45 mètres, datant de la fin du XIe siècle ou du début du XIIe siècle, est le seul élément survivant de la précédente église. La chapelle de l'Immaculé-Conception fut décorée de 1656 à 1659 par Giovanni Francesco Grimaldi.
La cathédrale abrite deux éléments artistiques importants que sont Le Triptyque du Sauveur, une peinture sur bois du XIIe siècle et réalisée probablement par les moines de l'abbaye de Farfa qui est portée annuellement en procession le soir du 14 août  et une déposition en bois du Christ, marquant la transition du style roman vers le style gothique, datant de la première moitié du XIIIe siècle (vers 1220-1230) et se trouvant probablement avant dans la basilique Saint-Pierre de Rome avant que le cardinal Roma ne la transportât à Tivoli en 1641. La chapelle San Mario possède des fresques et une peinture Il Martirio dei Santi Martiri Persiani (1650) de Bartolomeo Colombo, apprenant de Pietro da Cortona.
La sacristie de l'église (1655-1657), œuvre de l'architecte Giovanni Antonio de Rossi, héberge des fresques de Grimaldi et aussi quelques reliques de Laurent de Rome qui, peut-être, vint à Tibur faire une visite administrative pour les biens de l'église au IIIe siècle avant de mourir à Rome entre le 6 et le 10 août 258.

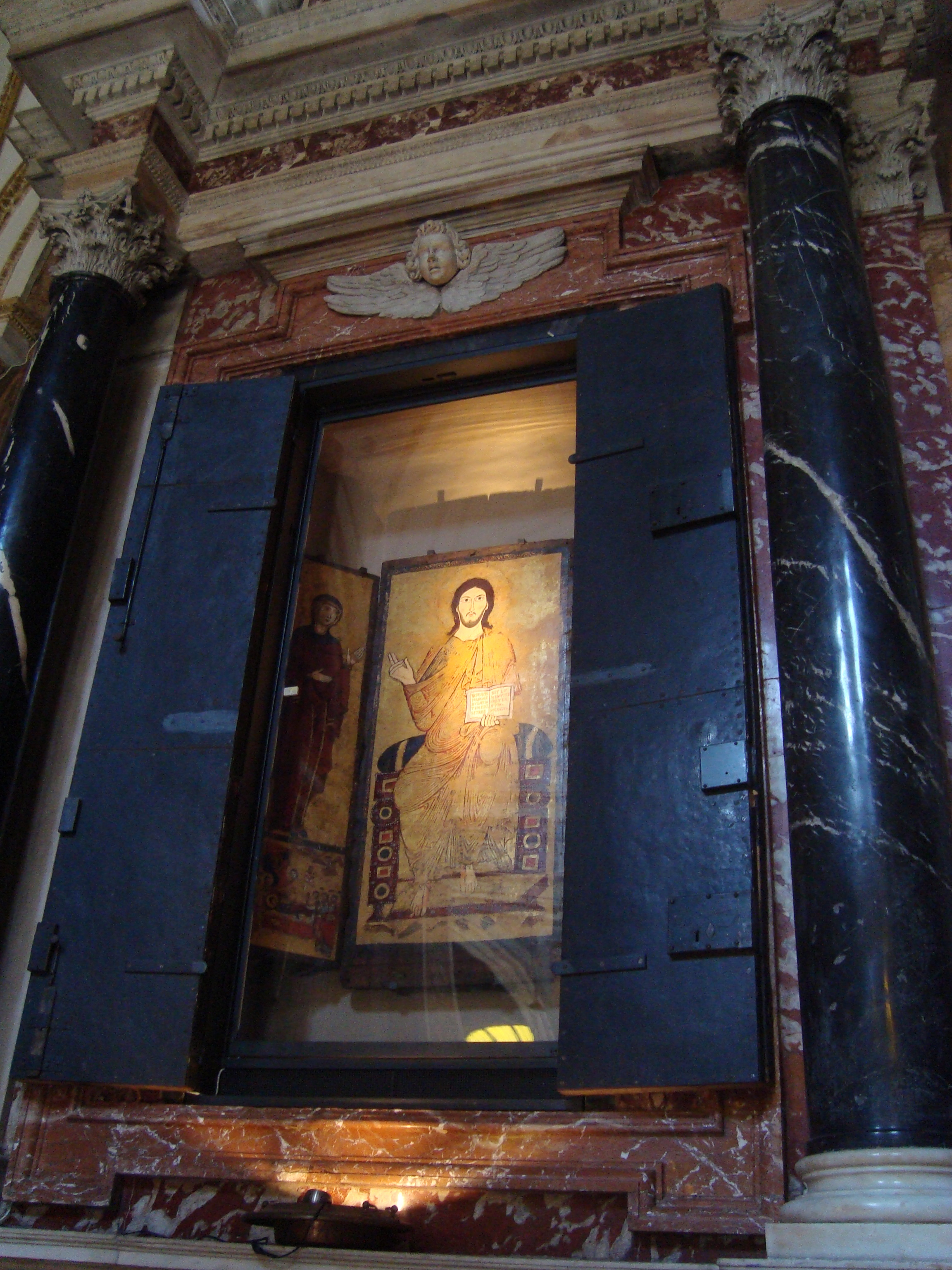
Le Triptyque du Sauveur, XIIe siècle
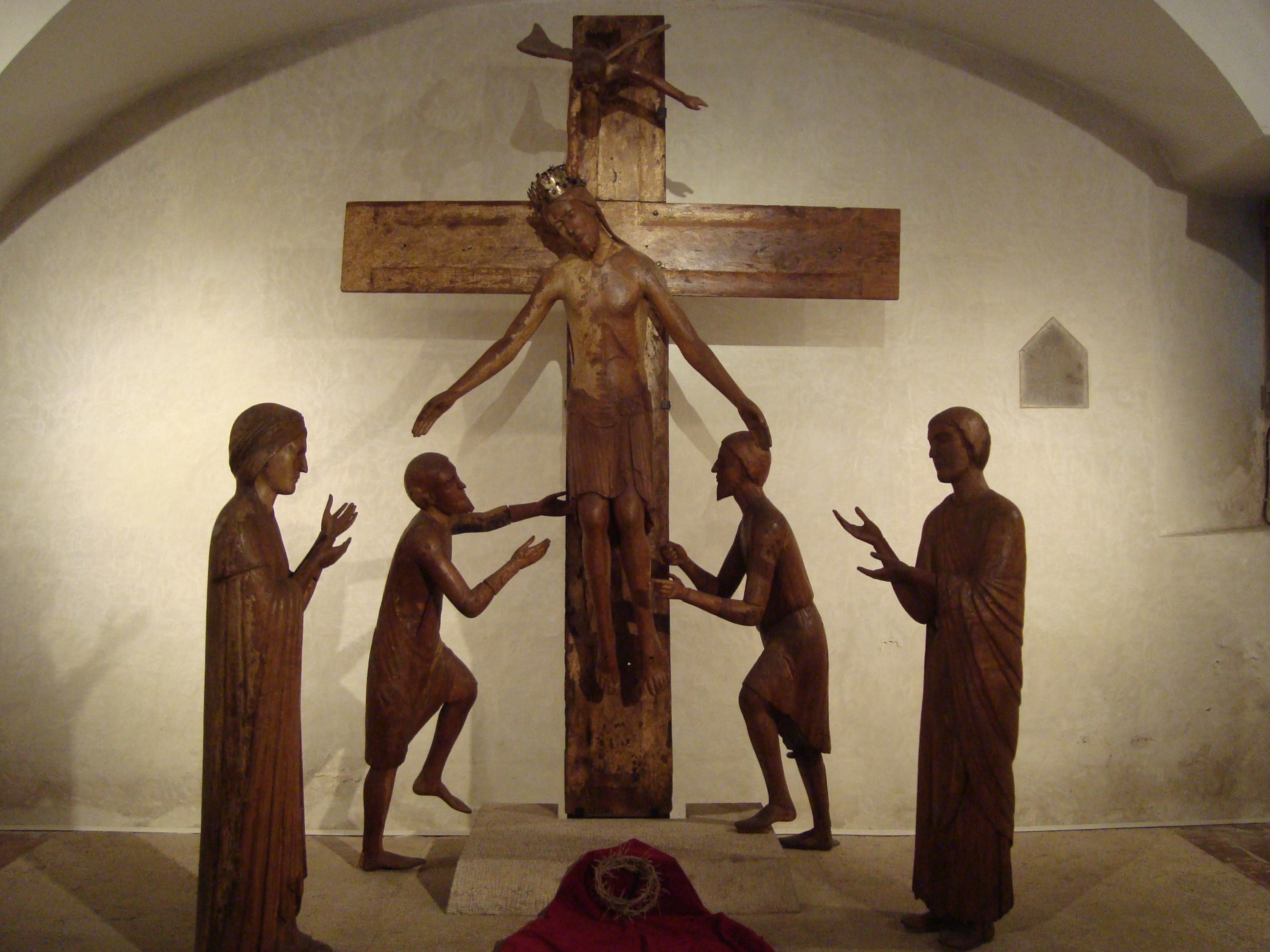
La déposition en bois du XIIIe siècle
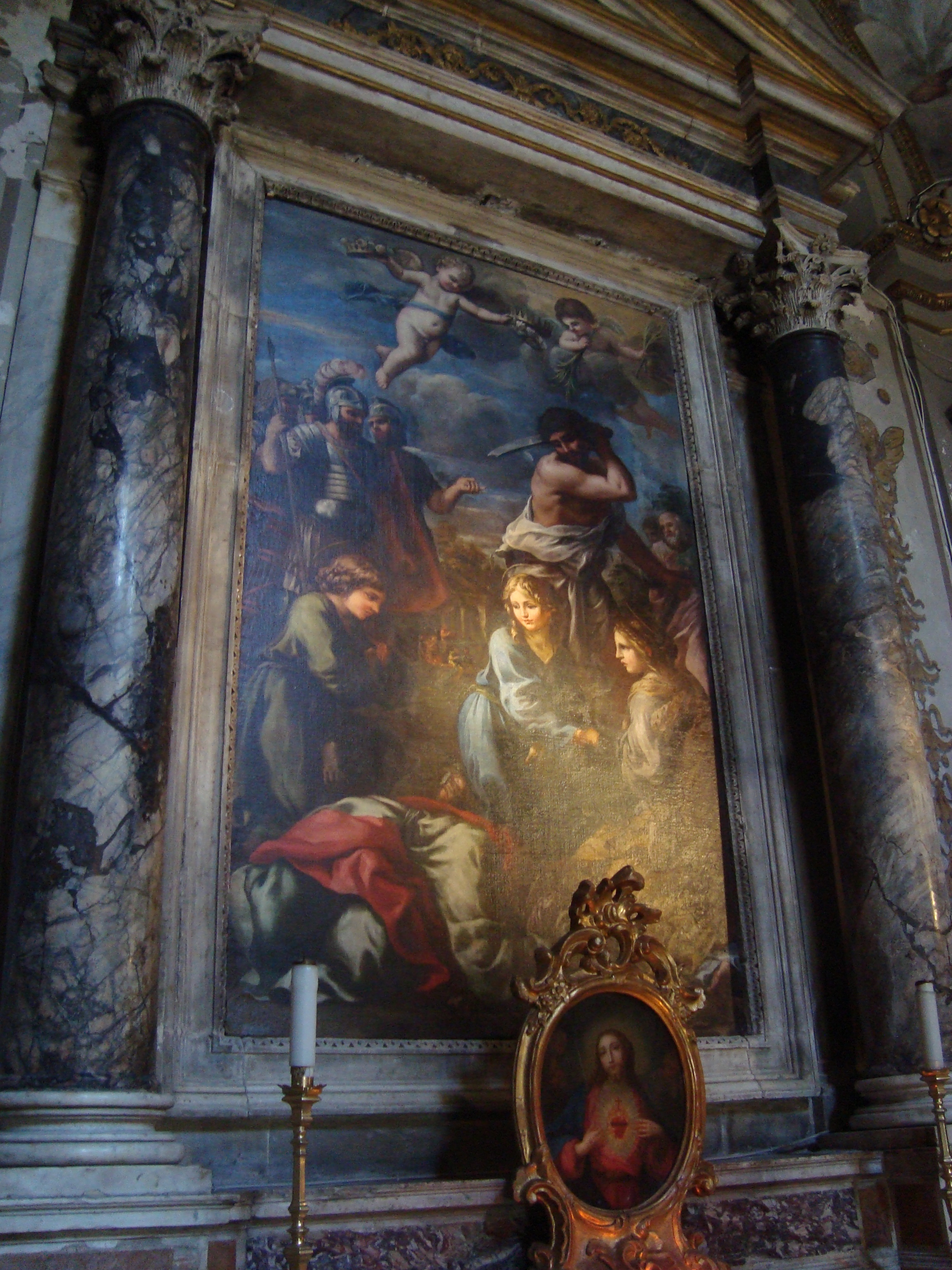
Il Martirio dei Santi Martiri Persiani (ca. 1650) de Bartolomeo Colombo, chapelle San Mario
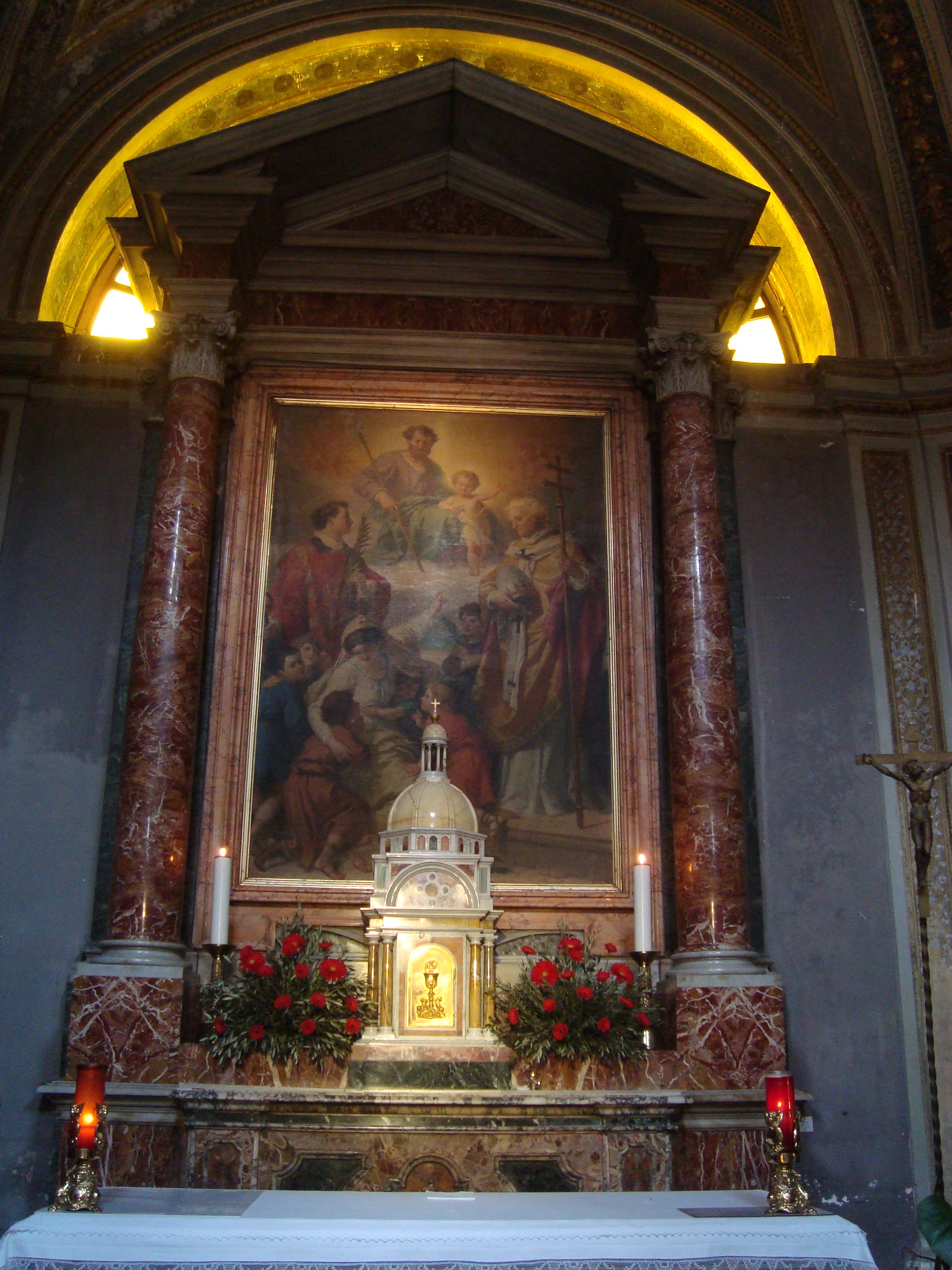
La chapelle San Lorenzo, peinture de Luigi Fontana (ca. 1884).